# Från koja till slott
Från koja till slott var ett så kallat "gör om mig-program" för hem som hade premiär i TV3 den 17 januari 2005. och sändes sista gången den 5 november 2007. Programmet hade två inredarteam: Simon Davies och Tomas Cederlund samt Carouschka Streijffert och Jannika Hernelius.
Nya inredare var Jon Eliason, Lotta Holmlund och Sofie Månberg. Och de som var kvar är Carouschka Streijffert och Jannika Hernelius. Byggledarna var Jonny Ljungman och Cribba Holm, de hade egna byggteam, Fliten bygg och SBG byggen.